# Michael Haussman
Michael Haussman (1964) é um diretor, escritor e artista estadunidense. Haussman dirigiu diversos vídeos musicais e anúncios publicitários ao longo dos anos. No cinema, atua como roteirista, diretor e produtor. Além destes trabalhos, ele já realizou a exposição de arte, Gravity e também atuou como pintor, com seu trabalho sendo exposto nos Estados Unidos.  

## Filmografia

### Como diretor
- Abandoned '58
- Rhinoceros Hunting in Budapest
- The Last Serious Thing
- Blind Horizon
- The Unsinkable Henry Morgan
- The Audition[2]
- Edge of the World

### Como escritor
- Abandoned '58
- Rhinoceros Hunting in Budapest
- The Last Serious Thing
- The Audition[2]

### Como produtor
- The Last Serious Thing
- Jack Taylor of Beverly Hills
- The Audition[2]

### Séries de televisão
- Do Not Disturb (2019) – escritor, diretor e produtor[3]

### Filme artístico
- Gravity

### Vídeos musicais
| - "Love... Thy Will Be Done" (Martika) - "Night Calls" (Joe Cocker) - "Hazard (chapter 2)" (Richard Marx) - "Hazard (chapter 1)" (Richard Marx) - "Can't Do a Thing (To Stop Me)" (Chris Isaak) - "Not the Only One" (Bonnie Raitt) - "Take a Bow" (Madonna) - "You'll See"/"Verás" (Madonna) - "My Love Is for Real" (Paula Abdul) - "Riding with the King" (Eric Clapton & B. B. King) - "Optimistique-moi" (Mylène Farmer) | - "Jesus Walks" (Kanye West) - "Someday (I Will Understand)" (Britney Spears) - "La Tortura" (Shakira com participação de Alejandro Sanz) - "You Know My Name" (Chris Cornell) - "SexyBack" (Justin Timberlake com participação de Timbaland) - "Do It Again" (The Chemical Brothers) - "Qué Hiciste" (Jennifer Lopez) - "Singin' in the Rain" (Usher) (para especial "Movies Rock" da CBS) - "Brave" (Jennifer Lopez) (inédito) - "Same Old Love" (Selena Gomez) - "Your Song" (Rita Ora) |

## Prêmios
| Ano  | Prêmio                                | Categoria                      | Trabalho indicado                      | Ref.  |
| ---- | ------------------------------------- | ------------------------------ | -------------------------------------- | ----- |
| 1995 | MTV Video Music Awards                | Melhor Vídeo Feminino          | "Take a Bow" de Madonna                | [ 4 ] |
| 1996 | Premios MTV Latino                    | Melhor Vídeo Feminino          | "Verás" de Madonna                     | [ 5 ] |
| 2008 | MTV Video Music Awards Japan          | Melhor Vídeo Dance             | "Do It Again" de The Chemical Brothers | [ 6 ] |
| 2008 | MVPA Awards                           | Melhor Vídeo Música Eletrônica | "Do It Again" de The Chemical Brothers | [ 7 ] |
| 2014 | Byron Bay International Film Festival | Melhor Curta Metragem          | The Audition                           | [ 8 ] |
| 2014 | NYC Downtown Short Film Festival      | Melhor Filme Estrangeiro       | The Audition                           | [ 9 ] |